# Flugplatz Gorizia

i7
i11
i13
Der Flugplatz Gorizia (it.: Aeroporto di Gorizia „Amedeo Duca d’Aosta“, IATA-Code: QGO, ICAO-Code: LIPG) befindet sich in der norditalienischen Region Friaul-Julisch Venetien, rund vier Kilometer südsüdwestlich der Stadt Gorizia, an der Grenze zu Slowenien.

## Infrastruktur und Nutzung
Der zwischen der Autobahn A34 im Westen und der Staatsstraße SS55 im Osten gelegene Flugplatz hat eine 1100 m lange und 60 m breite Graspiste (09/27). Eine weitere Graspiste (04/22, 890 × 60 m) ist derzeit geschlossen. In der Vergangenheit gab es noch eine dritte Bahn für Segelflugzeuge. Die sich kreuzenden Start- und Landebahnen befinden sich auf einem rund 150 Hektar großen Flugplatzgelände, an dessen nordöstlicher Ecke kleinere Abfertigungseinrichtungen liegen. Der Flugplatz steht der Allgemeinen Luftfahrt zur Verfügung.

## Geschichte

### Bis zum Zweiten Weltkrieg
Bis zum Ersten Weltkrieg gehörte Görz zu Österreich-Ungarn. Der Flugplatz wurde im Jahr 1911 auf einem Kavallerie-Exerzierplatz als Militärflugplatz eingerichtet und am 15. Januar 1912 eröffnet. Er diente bis 1915 ausschließlich der Pilotenausbildung, in Ergänzung zur Flugschule auf dem Flugplatz Wiener Neustadt. Bereits 1910 hatte der Luftfahrtpionier Edvard Rusjan zusammen mit seinem Bruder Josip auf dem Übungsgelände bei Görz erste Flüge durchgeführt. Heute ist eine im Norden parallel zum Flugplatz verlaufende Straße nach den Gebrüdern Rusjan benannt und auf dem Flugplatz erinnert seit 2009 ein Monument an sie.
Wegen des Kriegseintritts Italiens wurde der grenznahe Flugplatz 1915 aufgegeben und die Flugschule nach Szombathely verlegt. Zeitweise verlief die Front durch das Flugplatzgelände, das deswegen unbrauchbar wurde. In den ersten Jahren nach dem Krieg führte das italienische Militär das Gelände als inaktives Flugfeld. Die 1923 gegründete italienische Luftwaffe begann mit dem Wiederaufbau und der Erweiterung des Flugplatzes, der bis 1938 als Militärflugplatz Merna oder Gorizia-Merna bezeichnet wurde, weil er zwischen Görz und dem heute zu Slowenien gehörenden Miren-Kostanjevica (damals Merna) liegt. Benannt war er bis 1942 nach dem 1917 gefallenen, aus Istrien stammenden italienischen Militärpiloten Egidio Grego.
Im Jahr 1925 verlegte eine Staffel eines Aufklärungsgeschwaders (21º Stormo) nach Görz, dass dann ganz dort stationiert wurde, 1931 folgte ein Jagdgeschwader (4º Stormo). Der Flugplatz wurde daraufhin de facto geteilt: Den nördlichen Teil nutzte das Aufklärungsgeschwader, den südlichen Teil das Jagdgeschwader. Auf beiden Teilen wurden vorübergehend auch andere fliegende Einheiten stationiert. Darüber hinaus wurde Görz-Merna Standort des Stabes der 3. Fliegerbrigade (3ª Brigata aerea mit 1º und 4º Stormo) und der 1. Fliegerdivision (1ª Divisione aerea “Aquila”). Von Juni 1932 bis Dezember 1937 befehligte Herzog Amadeus von Savoyen-Aosta in Görz nacheinander das 21. und das 4. Geschwader, die 3. Brigade und die 1. Fliegerdivision. 1936 gründete er auf dem Flugplatz ein Heliotherapiezentrum für Kinder. Seit 1942 trägt der Flugplatz den Namen des in Nairobi in Kriegsgefangenschaft verstorbenen Herzogs.
Ab 1935 testeten Bomber von Görz-Merna aus neue Lufttorpedos, die die Firma Whitehead in Fiume (heute Rijeka in Kroatien) produzierte. Dies führte zur Gründung der Torpedobomberschule (Reparto/1º Nucleo addestramento aerosiluranti) auf dem Flugplatz Görz am 25. Juli 1940. Im weiteren Verlauf wurden in Görz Torpedobomber-Staffeln aufgestellt, die im gesamten Mittelmeerraum operierten. Im Zweiten Weltkrieg diente der Flugplatz wegen seiner Lage zunächst vorwiegend der Ausbildung oder Umschulung von Piloten und Mechanikern, der Neuaufstellung oder Umrüstung von fliegenden Einheiten und Verbänden, der Erprobung von neuem Fluggerät sowie als logistische Drehscheibe zur Unterstützung von Verbänden in Jugoslawien. Wegen der Zahl der in Görz stationierten Einheiten und Verbände war der Flugplatz Görz-Merna seit den 1930er Jahren einer der bedeutendsten Militärflugplätze Italiens. 1934 wurde dort auch der Görzer Aeroclub gegründet.
Der Flugplatz hatte 1924 eine West-Ost-Ausdehnung von 1150 Metern, in Nord-Süd-Richtung waren es 520 Meter, 20 Jahre später waren es 1370 × 1075 Meter. Verschiedene Gebäude und andere Einrichtungen befanden sich an den nördlichen, östlichen und südlichen Rändern des Flugfelds. Von Norden nach Süden waren die im Uhrzeigersinn unter anderem: ein Treibstoffdepot, ein Doppelhangar (63,60 × 30,60 m) und das Stabsgebäude des Aufklärungsgeschwaders, mehrere Depot- und Kasernengebäude sowie ein Gleiwitz-Hangar österreichischen Typs (66,5 × 28 m) im Norden, ein Lancini-Hangar (50 × 50 m), das Kommandanturgebäude, ein Schwimmbecken, die Krankenstation, Militärpolizei- und Verwaltungseinrichtungen im Osten sowie drei Lancini-Hangars und andere Einrichtungen des 4. Geschwaders im Süden. Gegen Kriegsende wurden außerhalb dezentrale Abstellflächen eingerichtet, die über Straßen und sonstige Wege mit dem Flugplatz verbunden waren, sowie Satellitenflugplätze bei Aidussina, San Pietro del Carso, Ronchi und Vipacco.
Nach der Bekanntgabe des Waffenstillstands von Cassibile am 8. September 1943 wurde der Flugplatz zunächst von jugoslawischen Partisanen besetzt und geplündert, dann aber am 12. September von deutschen Einheiten erobert. Bis April 1944 diente er der Sammlung von eingezogenen italienischen Flugzeugen und deren Überführung nach Deutschland. Davon abgesehen wurde der Flugplatz Görz der Aeronautica Nazionale Repubblicana (ANR), der ab dem 23. November 1943 aufgestellten Luftwaffe der faschistischen Italienischen Sozialrepublik überlassen, obwohl er in der deutschen Operationszone Adriatisches Küstenland lag. Bereits ab dem 18. September 1943 fanden sich in Görz italienische Piloten ein, die den Krieg auf deutscher Seite fortsetzen wollten. Am 5. November 1943 wurde in Görz eine von Carlo Faggioni in Florenz gebildete ANR-Torpedobomber-Gruppe konzentriert, deren drei Staffeln mit insgesamt rund 30 Savoia-Marchetti SM.79 ausgerüstet waren. Diese selbständige fliegende Gruppe benannte man nach dem gefallen geglaubten Torpedobomber-Piloten Carlo Emanuele Buscaglia, der jedoch noch am Leben war und sich für die Alliierten entschieden hatte.
Anfang 1944 flogen ANR-Torpedobomber (über Perugia) Einsätze gegen alliierte Schiffe vor den Brückenköpfen bei Anzio und Nettuno. Am Vormittag des 18. März 1944 griffen amerikanische Bomber in zwei Wellen den Flugplatz Görz an und zerstörten ihn weitgehend. Betroffen waren neben dem Flugfeld und dort abgestellten Flugzeugen insbesondere die drei Lancini-Hangars auf der Südseite sowie die Kommandantur im Osten. Mindestens 150 Zivilisten starben bei dem Bombardement. Was von der Buscaglia-Gruppe noch übrig war, verlegte in die Lombardei. Nach einem weiteren Bomber-Angriff im August 1944 wurde der Flugplatz ganz aufgegeben, die Anlagen weitgehend demontiert und teilweise zur Rohstoffgewinnung nach Deutschland verbracht. Erhalten ist der architektonisch bedeutende Gleiwitz-Hangar.
Im April 1945 wurde der aufgegebene Flugplatz nochmals bombardiert und am folgenden 1. Mai von Einheiten der jugoslawischen Volksbefreiungsarmee besetzt. Wenige Tage später übernahmen ihn Teile der britischen 8. Armee, dann Einheiten der 91., 34. und 88. US-Infanteriedivision. Letztere verlegte im Oktober 1945 Sandbleche auf dem Flugplatz und machte ihn für ihre Stinson L-5 wieder nutzbar. Auf Grund des 1947 unterzeichneten und ratifizierten Friedensvertrags von Paris verlor Italien fast ganz Julisch Venetien an Jugoslawien; die Landeschwelle 27 ist seither etwa 150 Meter von der Grenze entfernt. 1947 zogen die alliierten Besatzungstruppen aus Italien und damit auch vom Flugplatz Görz ab.

### Nach dem Zweiten Weltkrieg
Mangels Alternativen diente der Flugplatz Gorizia ab 1947 als Verkehrsflughafen für die Region Friaul-Julisch Venetien. Die wiedererrichtete Triestiner Fluggesellschaft Società Italiana Servizi Aerei (SISA) siedelte sich auf dem Flugplatz an und richtete ihn wieder her. Im Nordosten des Flugplatzgeländes entstanden neue Abfertigungseinrichtungen mit einem kleinen Kontrollturm. Bereits 1949 wurde die SISA mit ihren sieben, von den US-Luftstreitkräften erworbenen Douglas C-47 von Avio Linee Italiane übernommen. Der Linienverkehr (meist nach Rom-Ciampino, via Venedig-Lido) wurde in Gorizia im Jahr 1961 eingestellt, als der neue Flughafen Triest bei Ronchi dei Legionari den Betrieb aufnahm.
Die italienische Luftwaffe unterhielt auf dem unmittelbar an der Grenze gelegenen Flugplatz bis Ende 1966 nur noch ein Flugplatzkommando und eine Wetterstation, danach bis 1975 eine kleine Flugschule, die mit ihren Piaggio P.148 Jugendliche für die Fliegerei begeistern sollte. Über 5100 junge Menschen absolvierten in dieser Einrichtung eine fliegerische Kurzausbildung. Am 4. November 1961 wurde an der Stelle, an der Amadeus von Savoyen-Aosta im nicht mehr existenten Kommandanturgebäude seinen Schreibtisch hatte, von Staatspräsident Antonio Segni, Verteidigungsminister Giulio Andreotti und Amadeus’ Witwe Anne d’Orléans eine Statue des Herzogs eingeweiht. Auf der anderen Seite der Staatsstraße 55 brachte man eine Tafel mit den Namen der gefallenen Piloten des 1. und 4. Jagdgeschwaders an. Im Sommer 1979 traf in Görz ein Amphibienflugzeug vom Typ Grumman HU-16 ein, dass von einem Geschwader in Rom-Ciampino (15º Stormo) ausrangiert und dem Görzer Aeroclub zur Ausstellung geschenkt worden war. Im Jahr 1981 überließ das Verteidigungsministerium den Flugplatz der zivilen Luftfahrtverwaltung. Von 1991 bis 1992 kehrte das Militär zusammen mit dem Zivilschutz wegen der Jugoslawienkriege vorübergehend auf den Flugplatz zurück. Seither pflegt insbesondere das in Grosseto stationierte 4. Geschwader enge Beziehungen zu seinem ehemaligen Heimatflugplatz.
Im September 1949 wurde der Aeroclub Gorizia wiedergegründet, der 1983 mit dem Triestiner Aeroclub zum Aero Club Giuliano di Gorizia e Trieste fusionierte und sich dann Aero Club Alpe Adria nannte. Im Lauf der Zeit richtete der Club auf dem Flugplatz Gorizia, den er lange betrieb, etliche Luftfahrtveranstaltungen aus. Ab 1992 nutzte die Innsbrucker Segelflieger-Vereinigung den Flugplatz Gorizia regelmäßig für ihre sommerlichen Segelflugaktivitäten im Ausland. Nach der Jahrtausendwende begannen auf Grund von finanziellen Problemen lange Querelen zwischen dem Aero Club und der Luftfahrtbehörde ENAC, später auch mit der 2003 gegründeten Betriebsgesellschaft Aeroporto Duca d’Aosta S.p.A. Versuche, den zunehmend verfallenden Flugplatz zu sanieren, scheiterten oder hatten nur teilweise Erfolg. Ab 2009 musste der Flugplatz mehrmals geschlossen werden, unter anderem weil die Flugplatzfeuerwehr nicht einsatzbereit war und die Sicherheit auch in anderen Bereichen den Anforderungen nicht entsprach. 2012 wurde im Südosten des Flugplatzes der Grundstein für ein Gebäude des slowenischen Flugzeugbau-Unternehmens Pipistrel gelegt, in der Hoffnung, den Flugplatz Gorizia zu einem Werksflugplatz auch für andere Unternehmen der Branche zu entwickeln. Gleichzeitig begannen andere Sanierungsarbeiten, auch mit Unterstützung von Pipistrel, unter anderem am Gleiwitz-Hangar und an der Grumman HU-16. 2016 entzog die Luftfahrtbehörde ENAC dem Flugplatzbetreiber vorübergehend die Betriebslizenz. Nach der Unterzeichnung einer zwanzigjährigen Konzession wurde der Flugplatz Goricia am 22. April 2017 wiedereröffnet.